# Saint-Martin-Vésubie
Saint-Martin-Vésubie település Franciaországban, Alpes-Maritimes megyében. Lakosainak száma 1379 fő (2022. január 1.). Saint-Martin-Vésubie Belvédère, Roquebillière, Valdeblore, Venanson, Entracque és Valdieri községekkel határos.

## Népesség
A település népessége az elmúlt években az alábbi módon változott:
| Lakosok száma | 1047 | 1156 | 1041 | 1331 | 1368 | 1394 | 1411 | 1444 | 1431 | 1379 |
|               | 1968 | 1982 | 1990 | 2006 | 2013 | 2015 | 2017 | 2019 | 2020 | 2022 |